# Diagrama de Ragone

Diagrama de Ragone mostrando la densidad másica de potencia frente a la densidad másica de energía de varios condensadores y baterías

El diagrama de Ragone es un gráfico usado para comparar la capacidad de diferentes medios de almacenamiento de energía. Recibe su nombre del estadounidense David V. Ragone.
Aunque se diseñó inicialmente para representar la capacidad de diferentes tipos de baterías eléctricas, es adecuado para representar la capacidad de cualquier tipo de sistema de almacenamiento de energía.
La densidad másica de potencia (por ejemplo en W/kg) se traza en el eje vertical (o de ordenadas, o Y) mientras la densidad másica de energía (por ejemplo en J/kg) se traza en el eje horizontal (o de abscisas, o X). Ambos ejes se representan en escala logarítmica, lo que permite representar dispositivos muy diferentes (por ejemplo, que desarrollen potencias muy altas o muy bajas).
Conceptualmente, el eje vertical representa cuánta energía hay disponible y el eje horizontal representa cómo de rápido se puede desarrollar esa energía (es decir, representa la potencia). Por ejemplo, una bombilla necesitaría una potencia baja, pero al funcionar durante un periodo largo podría necesitar una cantidad de energía relativamente grande. En comparación un transistor puede conmutar consumiendo cantidades muy pequeñas de energía, pero han de ser suministradas en tiempos muy breves (del orden de los milisegundos).
Dividiendo la densidad de energía entre la densidad de potencia se obtendría el tiempo de descarga (o de carga). Esto permite completar el diagrama con líneas transversales que indiquen el tiempo necesario para la carga o descarga del sistema de almacenamiento de energía.